# Léonie Mendelssohn-Bartholdy
Léonie Mendelssohn-Bartholdy (geboren 21. September 1889 in Köln als Léonie Langen; gestorben 18. August 1980) war eine deutsche Pianistin, Musikpädagogin und Komponistin.

## Leben
Léonie Langen war die Tochter von Rudolf Langen und dessen Frau, geborene Helene Winand. Die streng calvinistische Familie war vom Heidelberger Katechismus geprägt; eine Überlieferung besagt, dass sie aufgrund eines Gottesdienstbesuchs beim freigeistigen Pfarrer Carl Jatho auf offener Straße von ihrem Vater geohrfeigt wurde. Auch weitere Episoden zeugen von einem rebellischen Geist: bei einem Kuraufenthalt in Königsfeld im Schwarzwald 1904 lernte sie Herbert Mendelssohn-Bartholdy kennen. Da sie mit dem jungen Mann anschließend – noch vor ihrer Konfirmation – Briefe wechselte, wurde sie für längere Zeit auf ein ländliches Anwesen der Verwandtschaft verbannt, um diesen unerwünschten Kontakt zu unterbinden.
Die musikalische Familie (Bekanntschaft der Eltern etwa mit den Geschwistern Wette/Humperdinck) förderte sie aber auch frühzeitig durch Klavierunterricht. Sie erhielt diesen erst durch Lonny Epstein, dann Carl Friedberg, welcher sie an James Kwast weiterempfahl. Von 1906 bis 1909 dauerte ihre Ausbildung am Stern’schen Konservatorium in Berlin, wobei sie aufgrund der hohen Anforderungen angeblich auch Selbstmordversuche unternommen haben soll.
Finanzielle Schwierigkeiten der Familie bedingten einen Abbruch dieses Studiums, und Léonie Langen kehrte nach Köln zurück, wo sie sich als Klavierlehrerin verdingte. 1911 schloss die 22-Jährige ihre Pianisten-Ausbildung bei Lazzaro Uzielli in Köln ab und heiratete im selben Jahr ihren Bekannten aus der Jugendzeit, Herbert Mendelssohn-Bartholdy. Mit ihm zog sie direkt nach Erlangen-Burgberg, wo 1912 die Tochter Dorothea (ebenfalls spätere Pianistin) zur Welt kam. 1914 kam der Sohn Sebastian zur Welt (später Cellist, gefallen 1944). Ihr Mann fand verschiedene Beschäftigungen: Volkshochschuldozent, Musikkritiker bei einer Nürnberger Zeitung sowie als Kammermusiker und Violinlehrer. Léonie gab ab 1918 erneut Klavierunterricht und trat bei gemeinnützigen Konzerten auf.
Während der Zeit des Nationalsozialismus wurde die Familie gesellschaftlich geächtet, und Arbeit blieb aus. In dieser Notzeit nahmen die Kinder den Namen ihrer Großmutter an (also Winand, nach Kriegsende Winand-Mendelssohn). Léonies Mann Herbert starb 1940 an einem Hirnschlag.
1946 begann der musikalische Neuanfang mit Benefiz-Aufführungen von Das Märchen von der Zauberflöte (komprimierte Kinderfassung des Originals) sowie dem Stück Dschinnistan (Märchen-Adaption des Originals), welches Léonie Mendelssohn-Bartholdy 1945 während Bombenangriffen erarbeitet hatte. Ebenfalls in das Jugendtheater Mendelssohn-Bartholdys wurden Adaptionen von Bastien und Bastienne sowie Der betrogene Kadi (nach Gluck) aufgenommen. 1957 schuf Mendelssohn-Bartholdy das Märchenspiel Sputnik und das Christkind, wobei sie elektronische Musik von Karlheinz Stockhausen mit klassischen Werken von Bach und Bizet kontrastierte. Am Luganersee schloss sie ferner Freundschaft mit Max Horkheimer und betätigte sich als Hobby-Malerin.
Mendelssohn-Bartholdy komponierte, arrangierte, dichtete und musizierte auch noch im hohen Alter selbst. Auf Schloss Atzelsberg konzertierte sie in den 1960er Jahren mit einem eigens von ihr gegründeten jungen Kammerorchester. Mit einer von ihr komponierten Fuge gewann das „Streichquartett Erlangen“ in Bremen einen Musikpreis. 1970 erhielt sie die Bürgermedaille der Stadt Erlangen.
Sie beschloss ihr Leben im Krankenhaus und wurde nach einer Trauerfeier in der Martinsbühler Kirche in Erlangen neben ihrem Mann beigesetzt.